# Nammonius Mussa
Nammonius Mussa war ein antiker römischer Toreut (Metallbearbeiter), der im 2. Jahrhundert wahrscheinlich in der heutigen Steiermark tätig war.
Nammonius Mussa ist einer von nur sehr wenigen Kunsthandwerkern, deren Tätigkeit sich nicht aus schriftlichen Quellen erschließt, sondern aus einer bildlichen Quelle. Er ist einzig von seinem Grabinstein aus Marmor bekannt. Dieser nennt zwar seinen Namen und zeigt neben ihm auch seine Frau Kalandina und die Namen – beide Namen sind nicht römischer Herkunft, sondern dürften auf die einheimische, lokale Bevölkerung deuten –, nicht aber eine berufliche Tätigkeit. Diese wird aus der Darstellung des Nammonius Mussa geschlossen: in der rechten Hand hält er einen Hammer, in der linken Hand eine Zange. Der Grabstein wurde in Kalsdorf bei Graz gefunden; in der Nähe in St. Johann ob Hohenburg wurde ein weiterer Grabstein mit der Darstellung eines Mannes mit einer ähnlichen Zange gefunden. Sie wird zum Halten von heißen Metallen gedient haben. Der Hammer mit einer auffallend langen Stirn wird zum Treiben gedient haben. Deshalb wird Nammonius Mussa in der Forschung als Toreut, seltener als Goldschmied interpretiert. Die (aufgelöste) Inschrift lautet:
Der Grabstein befindet sich heute im Lapidarium auf Schloss Eggenberg und gehört zur Sammlung des Grazer Universalmuseum Joanneum.

## Einzelbelege
1. ↑  CIL 3, 5429
2. ↑  Inventarnummer 181

| Personendaten    | Personendaten                             |
| ---------------- | ----------------------------------------- |
| NAME             | Nammonius Mussa                           |
| ALTERNATIVNAMEN  | Mussa, Nammonius                          |
| KURZBESCHREIBUNG | antiker römischer Toreut oder Goldschmied |
| GEBURTSDATUM     | 1. Jahrhundert oder 2. Jahrhundert        |
| STERBEDATUM      | 2. Jahrhundert                            |